# Eugen Mahler
Eugen Mahler (* 20. April 1927 in Freudenstadt; † 28. Januar 2019 in Morschen) war ein deutscher Mediziner, Künstler, Psychoanalytiker und Hochschullehrer.

## Leben
Eugen Mahler wurde 1945 als Sanitätsanwärter der Luftwaffe eingezogen und an die Front nahe Frankfurt/Oder geschickt. Nach wenigen Tagen geriet er in amerikanische Gefangenschaft. Ende 1945 begann er in Tübingen ein Medizinstudium und setzte es schließlich in Würzburg fort. Im Jahr 1950 machte er sein Staatsexamen. Er heiratete 1952 Elisabeth Berger, mit der er drei Kinder bekam, u.a Oskar Mahler. 
Die Facharztausbildung zum Internisten absolvierte er in der Medizinischen Klinik der Universität Würzburg bei Ernst Wollheim.
Nach dem Erwerb des Facharztdiploms für Inneres 1959 machte er an der Psychosomatischen Klinik in Heidelberg bei Alexander Mitscherlich eine psychoanalytische Ausbildung. In den Jahren 1963 bis 1965 war er Oberarzt an der Psychosomatischen Klinik in Gießen unter Horst-Eberhard Richter und arbeitete als Leiter der dortigen Ambulanz. Von 1965 bis 1967 war er Oberassistent am Sigmund-Freud-Institut in Frankfurt am Main. Danach baute er im Auftrag des Studentenwerkes und der Universität in Frankfurt die Psychotherapeutische Beratungsstelle für Studierende auf und leitete diese bis 1972. Seit 1968 arbeitete er als Psychoanalytiker und Lehranalytiker in eigener Praxis. In den Jahren 1971 und 1972 erhielt er einen Lehrstuhl an der Universität Kassel für Psychoanalyse und Gruppendynamik. 
Im Jahr 1975 heiratete er Annegret Bungers, mit der er ebenfalls drei Kinder hatte. Mit ihr zog er nach Morschen. Die Tochter Anna-Sophie wurde Schauspiel- und Opernregisseurin. Zusammen mit Kollegen gründete Mahler 1978 das Alexander-Mitscherlich-Institut in Kassel als Ausbildungsinstitut der Deutschen Psychoanalytischen Vereinigung. Im Jahre 1992 wurde er emeritiert. In der von Ludger Hermanns herausgegebenen Reihe Psychoanalytiker in Selbstdarstellungen erschien im Frühjahr 2007 seine Autobiographie. Mahler veröffentlichte zahlreiche wissenschaftliche Arbeiten zur Psychosomatik. Besonders hervorzuheben ist sein Buch Psychische Konflikte und Hochschulstruktur. Zahlreiche Arbeiten zur Gruppen- und Gesellschaftsanalyse entstanden im Zusammenhang mit seiner Lehrtätigkeit.

## Künstlerisches Schaffen
Neben seiner medizinischen und wissenschaftlichen Tätigkeit und seiner Arbeit als Lehrender war Mahler seit den 1950er Jahren als bildender Künstler tätig. Bereits 1955 nahm Mahler in Nürnberg an einer Sammelausstellung fränkischer Künstler teil und hatte im gleichen Jahr im Würzburger Kunstkabinett seine erste Einzelausstellung mit großformatigen tachistischen Bildern. In der Folgezeit beteiligte er sich an verschiedenen Sammelausstellungen. Im Falkenhaus Würzburg wurden in einer Einzelausstellung 1959 Landschaftsaquarelle von ihm gezeigt. Von 1964 bis 1971 stellte er auf zahlreichen Einzel- oder Sammelausstellungen mit internationalen Künstlern wie Christo, Beuys, Ücker, Mack, Arman u. a. Faltcollagen und Montagen aus. Seit 1980 zeigte Mahler in seinen Ausstellungen Collagen und Montagen unter dem Titel Tagesreste.

## Ausstellungen (Auswahl)
- 1955: „Fränkische Künstler“ (Gruppenausstellung): Galerie am Marientor, Nürnberg
- 1955: Einzelausstellung mit tachistischen Bildern: Würzburger Kunstkabinett
- 1958: „Ärzte als bildende Künstler“ (Gruppenausstellung): Berlin
- 1958: „Element und Kombination“ (Gruppenausstellung): Galerie Springer, Berlin
- 1958: „Kunst und Kunststoff“ (Gruppenausstellung): Ludwig Riechert-Haus, Ludwigshafen/Rhein; Museum am Ostwall, Dortmund
- 1958: „Freie Gruppe Hofheim“ (Gruppenausstellung): Nassauischer Kunstverein Wiesbaden, Städtisches Museum Wiesbaden
- 1980: „Tagesreste“ (Einzelausstellung): Studio M, Bamberg
- 1980: Werke (Einzelausstellung): Forum des Fachbereichs Kunst, Universität Kassel
- 1985: „Tagesreste“ (Einzelausstellung): Galerie Juelich, Hamburg Heimat
- 1985: „Alptraum und Sehnsucht“ (Gruppenausstellung): Evangelische Akademie, Hofgeismar
- 1990: „Zwei Hochschulprofessoren stellen aus“ (zusammen mit Heinz Ullrich): Gießhaus, Kassel
- 1996: „Tagesreste“ (Einzelausstellung): Austria Center, Wien
- 1996: „Tagesreste“ (Einzelausstellung): Kloster Haydau, Morschen
- 1997/1998: „Von der Kehricht-Collage zum Flügelaltar – Bilder, Montagen, Schreine und Triptychen aus 45 Jahren“ (Einzelausstellung): Foyer des Staatstheaters Kassel
- 1997–1999: „Der Morschener Wandelaltar“ (Einzelpräsentation): Foyer des Staatstheaters Kassel
- 1999: „Tagesreste“ (Einzelausstellung): Galerie Köhler, Melsungen
- 2002: „Tagesreste“ (Einzelausstellung): Im Rahmen der DPV-Tagung, Leipzig
- 2007: „Vom Mistkäfertriptychon zum Morschener Wandelaltar – Triptychen aus 45 Jahren“ (Einzelausstellung): Kloster Haydau, Morschen
- 2009: „Tagesreste, Kehrichte und ‚Globales von EDEKA‘“ (Einzelausstellung): Kloster Haydau, Morschen

## Veröffentlichungen (Auswahl)
- Hochschulschrift: Über synthetische Azulen-Präparate. Würzburg 1951
- Psychische Konflikte und Hochschulstruktur: Gruppenprotokolle. Verlag S. Fischer, Frankfurt 1971, ISBN 978-3-10-047301-1
- Eugen Mahler und Marianne Leuzinger-Bohleber: Phantasie und Realität in der Spätadoleszenz. VS Verlag für Sozialwissenschaften, Wiesbaden 1993, ISBN 978-3-322-99726-5
- Eugen Mahler und weitere Autoren: Psychoanalyse in Selbstdarstellungen. Hrsg.: Ludger Hermanns. Verlag: Brandes & Apsel, Frankfurt 2007, ISBN 978-3-86099-862-5